# Chilcombe

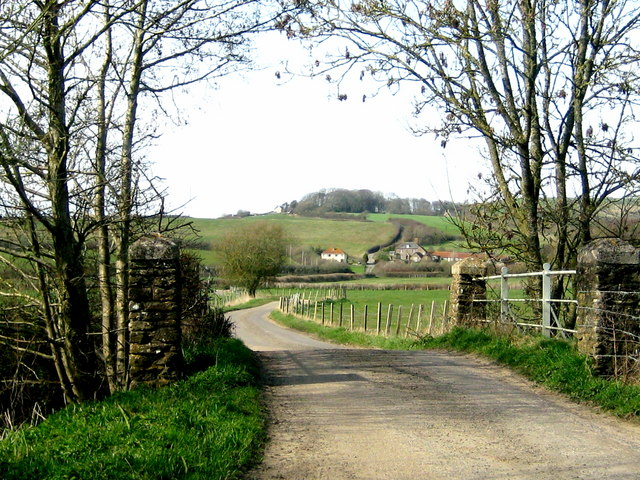
Blick von Süden auf Rudge Farm (Mitte) und den Weiler Chilcombe (auf der Höhe)

Chilcombe ist eine Ortschaft und zugleich eine Landgemeinde (civil parish) in der Unitary Authority Dorset in England. Sie liegt ungefähr sechs Kilometer östlich von Bridport und setzt sich aus zwei Weilern zusammen: dem eigentlichen Chilcombe, bestehend aus einem Gehöft, einer Kirche, einem Wohnhaus und einem weiteren landwirtschaftlichen Anwesen im Norden sowie der Rudge Farm und einem Doppelhaus im Süden.
Die Gemarkung, grob rechteckig in der Form mit einer Länge von etwa zweieinhalb Kilometern in nord-südlicher und einer Breite von rund 700 Metern in ost-westlicher Richtung wird im Süden begrenzt vom Bett des Flusses Bride, im Norden von der A 35. Angrenzende Gemeinden sind, von Norden und dann im Uhrzeigersinn Askerswell, Litton Cheney, Puncknowle, Swyre, Burton Bradstock und Shipton Gorge. Der tiefste Punkt der Gemarkung liegt in der südwestlichen Ecke, dort, wo der Bride sie verlässt, bei etwa 25 Metern. Vom Bett des Baches aus bis Rudge Farm steigt sie zunächst nur leicht, dann immer steiler an, bis sie ihren höchsten Punkt ganz im Norden, dem Chilcombe Hill mit rund 190 Metern Höhe erreicht. Das Gipfelplateau dieses Berges wird von den Überresten eines vermutlich aus der frühen Eisenzeit stammenden Hillforts eingenommen. Es ist ebenso als Scheduled Monument eingetragen wie zwei sich auf dem Gelände befindende Hügelgräber aus der Bronzezeit. Als Listed Building ebenfalls unter Denkmalschutz stehen die Kirche aus dem 12. und das Haupthaus des Gehöftes aus dem 19. Jahrhundert.
Einen Gemeinderat gibt es in Chilcombe aufgrund der geringen Einwohnerzahl nicht, stattdessen werden bei Bedarf Bürgerversammlungen (parish meetings) abgehalten.
Im Domesday Book wird Chilcombe als Ciltecome erwähnt mit seinerzeit vierzehn Haushalten.
Im öffentlichen Nahverkehr wird Chilcombe durch einen Rufbus bedient, der nur mittwochs verkehrt: einmal im Monat nach Dorchester, ansonsten nach Bridport.